# Iglesia de San Pedro (Castrillo de Solarana)
La iglesia parroquial de San Pedro en Castrillo de Solarana, municipio de Lerma (Burgos, España) es un edificio de medianas proporciones, resultado de tres momentos constructivos:
- Primera etapa: Entre 1210 y 1225 que se corresponde con la construcción de la zona inferior del ábside, la portada primitiva, una ventana y restos de columnas y arcos en el interior. El ábside constituye sin duda el elemento más destacado del conjunto. Consta de un tramo recto y otro semicircular, dividido en tres paños mediante dos estribos, con aristas cortadas por gruesos boceles a modo de columnitas. En vertical, el ábside se divide en dos cuerpos decorados, separados por imposta moldurada con igual número de arcos en los dos cuerpos, siendo los del cuerpo superior más esbeltos y trilobulados de factura netamente gótica, apoyados en zócalo y rematados por un cuerpo liso. La portada primitiva se abre al recinto del cementerio anejo, responde a la última fase del románico, decorada con profusa decoración geométrica y vegetal muy relacionada estilística y técnicamente con la escultura del claustro superior del Monasterio de Silos. De esta época es la ventanita cegada que se puede contemplar desde el recinto del cementerio.

- Segunda etapa: Finales del siglo XV, dentro de la fase estilística del gótico de la época de los Reyes Católicos que se corresponde con la nave del evangelio que se hace de nuevo con mayor altura y anchura.

- Tercera y última etapa constructiva: Siglos XVI-XVII, época que responde a un primitivo proyecto de renovación de toda la iglesia que finalmente no resultó más que una pequeña transformación de la que resta la torre, cuya portada con remate a modo de gran venera, en cuyo centro campea una calavera con dos tibias, motivo de índole funerario propio de una fase manierista.

El interior presenta tres naves, con tres tramos cada una, con profundo presbiterio y coro alto a los pies.
El presbiterio cubierto por bóveda de horno en el semicírculo y cúpula circular en su tramo recto. El primer tramo de la nave central se cubre con bóveda de arista del siglo XVII y el segundo y tercer tramo con bóvedas góticas octopartitas del siglo XV.
La nave del evangelio se cubre con bóvedas góticas cuatripartitas, construidas en el siglo XIII, que apoyan en columnas adosadas con capiteles vegetales de tradición cisterciense. La nave de la epístola se cubre con bóveda cuatripartita del siglo XV en su primer tramo y bóvedas octopartitas en las restantes.
El edificio alberga un conjunto de retablos de gran interés entre los que destaca el Retablo de San Sebastián, situado en la cabecera de la nave lateral derecha, fechable hacia 1530-1540.
Consta de dos cuerpos divididos en tres calles, con banco y remate. Los elementos sustentantes son columnas con decoración a candelieri. Presenta amplios entablamentos decorados con grutescos y con cabezas de putti. El primer cuerpo presenta una talla de San Sebastián flanqueada por dos imágenes de un Santo Obispo y de San Roque. Los otros cuerpos presentan pinturas en tabla.

## Bien de Interés Cultural
Acuerdo 22/2006, de 2 de marzo, de la Junta de Castilla y León, por el que se declara la Iglesia Parroquial de San Pedro, en Castrillo de Solarana, en el término municipal de Lerma como Bien de Interés Cultural con categoría de Monumento.
Edificio de medianas proporciones, en cuyo exterior destacan la torre, a los pies del templo, construida en el siglo XVII, y el ábside románico del siglo XIII. El interior constituye un muestrario de elementos arquitectónicos resultado de tres momentos constructivos: Gótico primitivo, gótico de los Reyes Católicos y barroco clasicista.